# 切边膜叶铁角蕨
切边膜叶铁角蕨（学名：Hymenasplenium excisum）也称切边铁角蕨、剪叶铁角蕨，为铁角蕨科膜叶铁角蕨属下的一个种。